# 沙洲坝革命旧址
25°53′04″N 116°00′14″E / 25.88444°N 116.00389°E
沙洲坝革命旧址位于中国江西省瑞金市沙洲坝镇，1961年作为“瑞金革命遗址”的一部分被列为第一批全国重点文物保护单位，2006年公布第六批全国重点文物保护单位时将中华苏维埃共和国粮食人民委员部旧址等增补并入。
瑞金是第二次国内革命战争期间中华苏维埃共和国临时中央政府所在地。从1931年11月开创中央革命根据地到1934年7月红军长征，一直以瑞金为中心。在叶坪、沙洲坝、下肖、乌石砻等地，留下了中央工农民主政府旧址、中共中央政治局、中共中央军委旧址等大量遗迹。红军长征后这些建筑大部分被拆毁，仅存遗址。中华人民共和国成立后，这些建筑先后按原貌进行了复建和修复。
对沙洲坝镇革命旧址进行管理的瑞金中央革命根据地纪念馆，将此地建筑分为红井革命旧址群和大礼堂旧址群。红井革命旧址群位于沙洲坝镇沙洲坝村，景区拥有旧居旧址和景观35处，全国重点文物保护单位8处，中央部委（办局）来瑞金“寻根问祖”修复的前身旧址23处。大礼堂旧址群包括“二苏大”会址、中央革命博物馆旧址、中华苏维埃代表大会制度史料陈列馆。

## 建筑
| 名称                                       | 坐标                                            | 图片 | 备注               |
| ------------------------------------------ | ----------------------------------------------- | ---- | ------------------ |
| 中华苏维埃共和国临时中央政府执行委员会旧址 | 26°53′02″N 116°00′09″E / 26.88389°N 116.00250°E |      | 毛泽东、徐特立旧居 |
| 中华苏维埃共和国中央人民委员会旧址         | 26°53′02″N 116°00′08″E / 26.88389°N 116.00222°E |      | 贺子珍旧居         |
| 红井                                       | 26°53′59″N 116°00′11″E / 26.89972°N 116.00306°E |      |                    |
| 中华苏维埃共和国临时中央政府大礼堂旧址     | 26°53′11″N 115°59′37″E / 26.88639°N 115.99361°E |      |                    |
| 中华苏维埃共和国粮食人民委员部旧址         | 26°53′01″N 116°00′12″E / 26.88361°N 116.00333°E |      | 第六批增补         |
| 中华苏维埃共和国财政人民委员部旧址         | 26°53′09″N 116°00′12″E / 26.88583°N 116.00333°E |      | 第六批增补         |
| 中华苏维埃共和国审计人民委员会旧址         | 26°53′01″N 116°00′10″E / 26.88361°N 116.00278°E |      | 第六批增补         |
| 中华苏维埃共和国土地人民委员部旧址         | 26°53′01″N 116°00′14″E / 26.88361°N 116.00389°E |      | 第六批增补         |
| 中华苏维埃共和国国民经济人民委员部旧址     | 26°53′11″N 116°00′18″E / 26.88639°N 116.00500°E |      | 第六批增补         |
| 中华苏维埃共和国国家银行旧址               | 26°53′02″N 116°00′16″E / 26.88389°N 116.00444°E |      | 第六批增补         |
| 红色中华通讯社旧址                         | 26°53′06″N 116°00′17″E / 26.88500°N 116.00472°E |      | 第六批增补         |
| 中华苏维埃共和国总金库旧址                 |                                                 |      | 第六批增补         |
| 中央革命博物馆旧址                         |                                                 |      | 第六批增补         |